# 在イギリスロシア連邦大使館
在イギリスロシア連邦大使館（ざいイギリスロシアれんぽうたいしかん）は、英国に駐在するロシア連邦の大使館である。本館と領事部は、ケンジントンパレスガーデン5番地と6-7番地（ベイズウォーターロードとの交差点）に所在する。大使公邸は別の建物にあり、ケンジントン・パレス・ガーデン13番地（ハリントンハウス）に所在する。関連施設として、ハイゲートのミルフィールドレーン44番地に駐在武官事務所、ハイゲートウェストヒル33番地に通商代表部がある。

## 歴史
ロシア帝国時代には、大使館はベルグレイヴィアのチェシャムプレイスにあり、この建物は1924年から1927年までソ連の大使館としても機能した。1927年から1929年にかけて外交関係が中断され、外交関係の再開後は、ソビエト政府の駐英機関はケンジントン・パレス・ガーデンの建物群に移動した。
ソ連の崩壊後、ロシア連邦は英国の旧ソ連の資産を継承した。しかし、ウクライナはそれを承認せず1999年に訴訟を提起し、世界中の他のほとんどの旧ソ連大使館と同様、この状況は未解決のままとなった。この訴訟以前はロシア連邦が所有権を登記できていたが、その後はロシア連邦は法律上売却も賃貸もできなくなった。

## 抗議活動
本大使館は、長年にわたって抗議の対象となってきた。
- 2008年:
  - クラスター爆弾に反対する団体（Cluster Munition Coalition）および地雷に反対する団体（Landmine Action）が、南オセチア戦争でロシアがクラスター爆弾を使用したとされることに抗議した[8]。
  - 南オセチア紛争におけるロシアの役割に反対する親ジョージアの抗議者が大使館の外に集まった[9]。
- 2011年: ピーター・タッチェルと支持者がロシアの同性愛者の権利について抗議した[10]。
- 2012年: パンクバンドのプッシー・ライオットの投獄に反対する人々によって抗議が行われた[11]。
- 2012年: シリアのアサド政権（ロシアの強力な支持を受けている）の反対派が大使館の外で抗議し、大使館に損害を与えたとされる[12]。
- 2013年: 
  - ロシア北部の海でグリーンピースの活動家複数名が逮捕されたこと（アークティック・サンライズ号事件（英語版））に対し、大使館の外で大規模な抗議行動が行われた[13]。俳優のジュード・ロウとミュージシャンのデーモン・アルバーンが参加した。
  - ジャーナリストのキーロン・ブライアンとグリーンピースの活動家を解放しようとする抗議行動が起こった[14]。
- 2017年4月12日: チェチェンに同性愛者のための収容所が設置されたとされることを非難する抗議行動が行われ、数百人が参加した[15]。
- 2022年: ロシアのウクライナ侵攻に抗議するため、大使館の外で複数の抗議行動が行われた。

## SNS上での活動
2022年ロシアのウクライナ侵攻に関連して、本大使館のSNSアカウントは次のような影響を及ぼしている。
- ロシア機がウクライナのマリウポリにある小児病院を爆撃した疑いについて、本大使館がTwitterに投稿したツイートが、Twitterのルール、特に「憎悪行為および虐待行為の否定」に関連する方針に違反していたと認定され、Twitter社によって削除された[16]。
- 2022年8月、本大使館のTwitterおよびFacebookアカウントが、日本の内閣総理大臣補佐官（国家安全保障に関する重要政策及び核軍縮・不拡散問題担当）・元防衛大臣である岸信夫が、Twitter上でザポリージャ原子力発電所に関しウクライナを非難する投稿を行ったかのようなスクリーンショットを紹介した。しかし、実際にはこのスクリーンショットは何者かによって偽造されたものであり、岸はこれについて「フェイクだ。訂正願う」と述べた。なお、当該虚偽投稿は、「ウクライナのミサイルは、ザポリージャ原子力発電所の上空で爆発すべきではありません。」等の極めて不自然な日本語を含むものであった[17][18]。

## ギャラリー

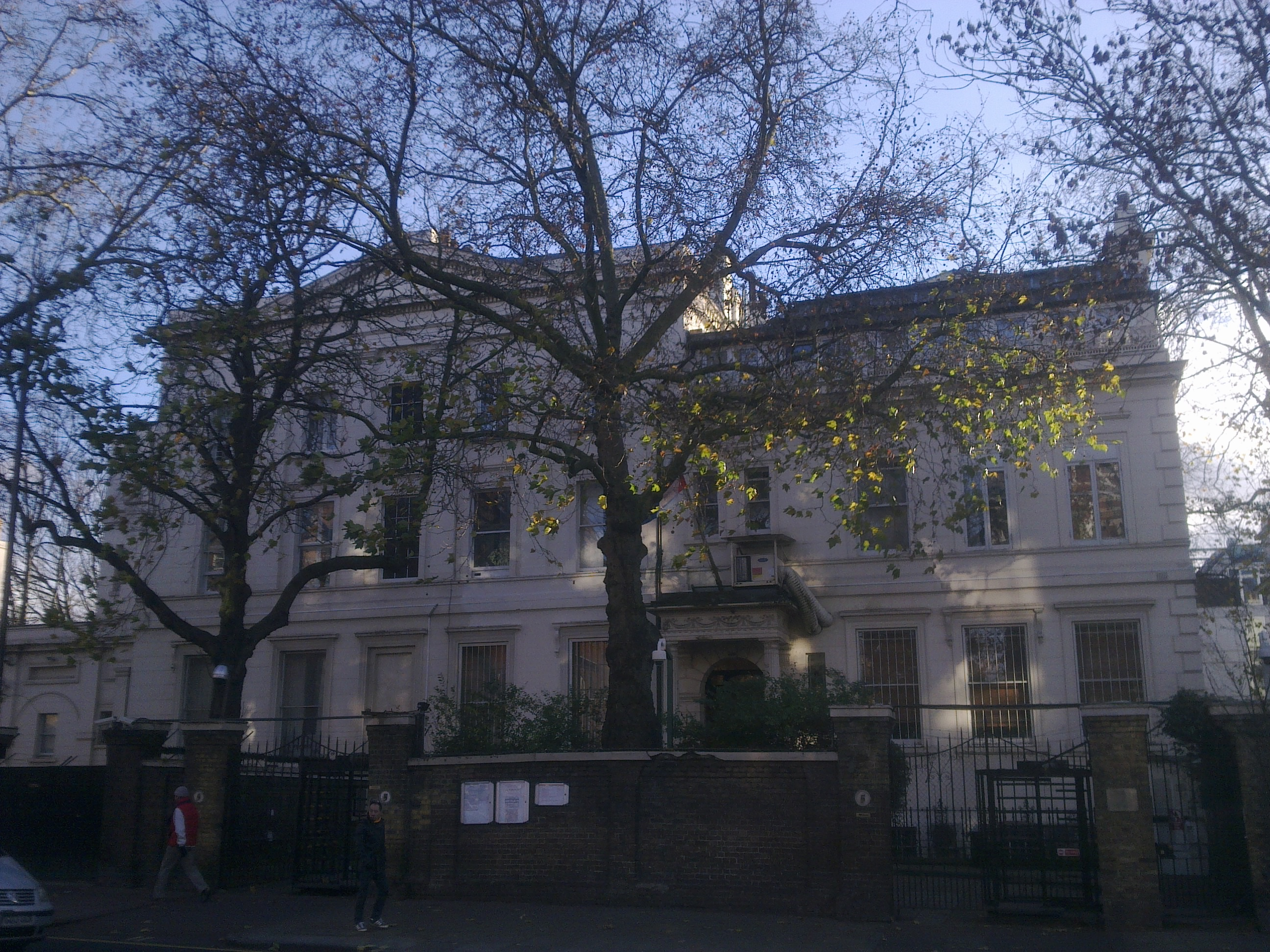
ベイズウォーター・ロードから見た大使館
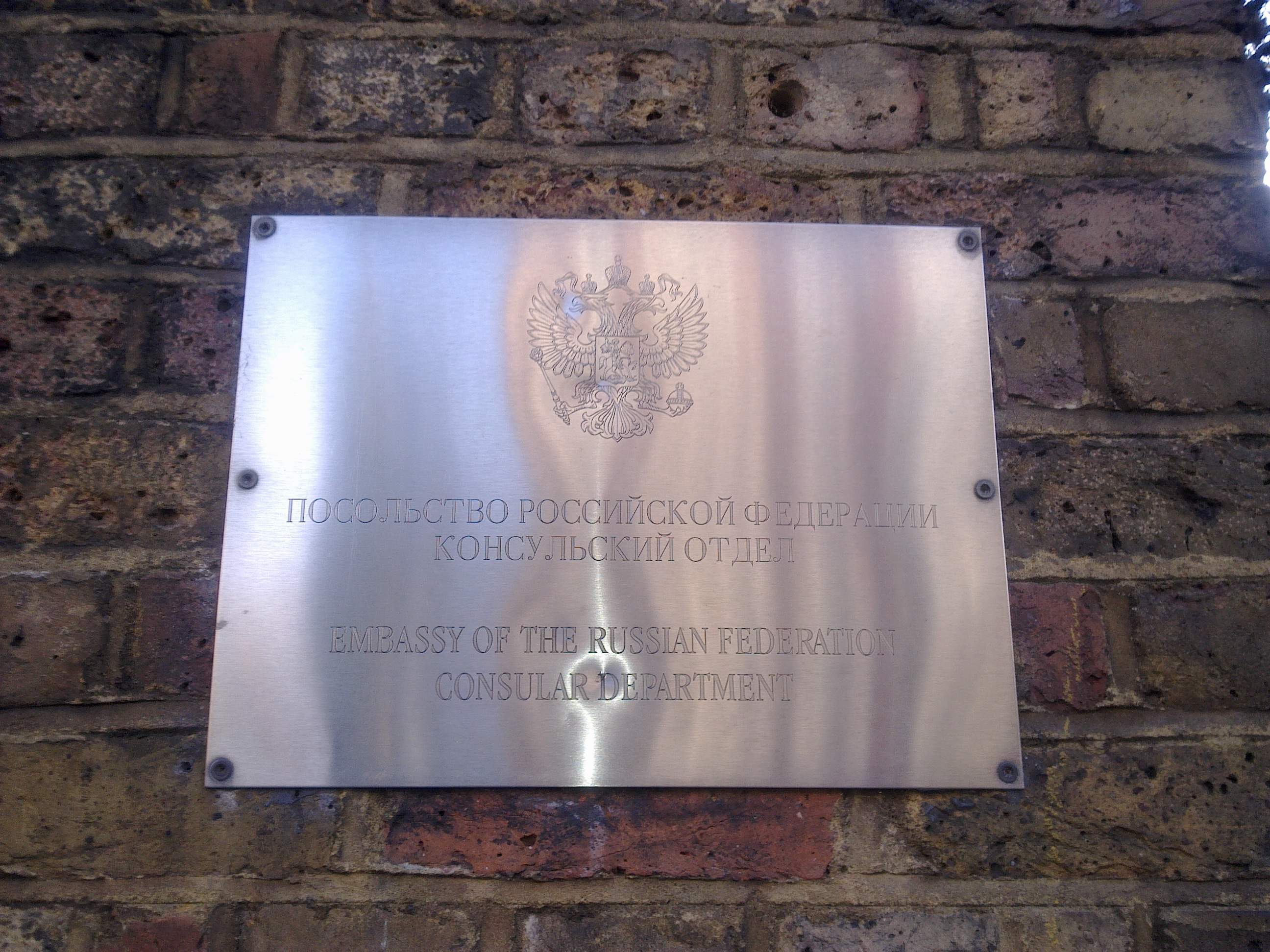
ベイズウォーター・ロードの大使館の外にあるロシアの国章を描いた銘板。英語とロシア語で施設名が記載されている。
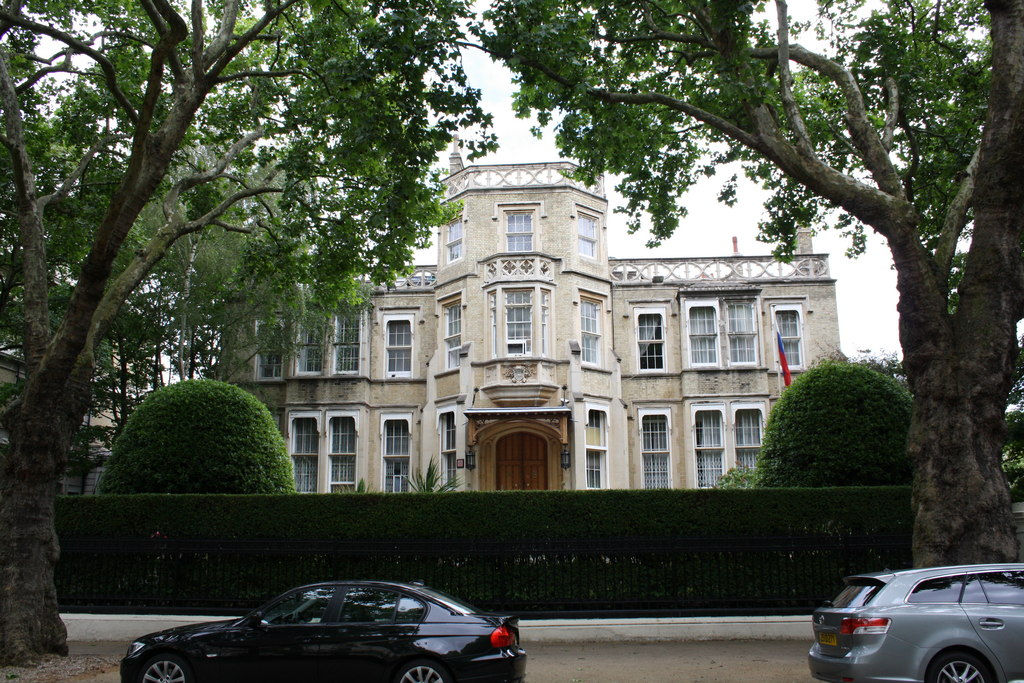
ケンジントン・パレス・ガーデン13番地に所在する大使公邸